# Antequera (Oruro)
Antequera es una localidad y municipio de Bolivia, ubicado en la provincia de Poopó del departamento de Oruro.
La sección municipal fue creada por Ley de 6 de octubre de 1982, firmada el 18 de marzo de 1980 durante el gobierno de Lydia Gueiler Tejada.

## Geografía
El municipio de Antequera ocupa la parte central de la provincia de Poopó, en el este del departamento de Oruro. Limita al oeste con el municipio de Pazña, al noroeste con el municipio de Poopó, al noreste con el municipio de Huanuni en la provincia de Dalence, al este con el municipio de Uncía en el departamento de Potosí, y al sur con el municipio de Challapata en la provincia de Abaroa.

## Demografía
De acuerdo con el censo boliviano de 2024, la población del municipio de Antequera es de 3 614 habitantes.
La población del municipio se mantuvo prácticamente invariable entre 1992 y 2024:
| Año  | Habitantes (municipio) | Fuente |
| ---- | ---------------------- | ------ |
| 1992 | 3 483                  | Censo  |
| 2001 | 3 352                  | Censo  |
| 2012 | 3 233                  | Censo  |
| 2024 | 3 614                  | Censo  |

## Economía
Una gran parte de la población del municipio se dedica a la minería, específicamente al Grupo Minero Sinchi Wayra S.A., mientras que los pobladores de la zona rural se dedican mayormente a la actividad pecuaria y agrícola. Los principales cultivos de Antequera son la papa, cebada, hortalizas, trigo, quinua, haba y trigo.
En 2019 se inauguró la represa y sistema de riego Vila Apacheta con capacidad de 476.500 metros cúbicos para el riego para las parcelas productivas de la región.